# Rainbow Road
『Rainbow Road』（レインボー・ロード）は、戸松遥の1枚目のオリジナルアルバム。2010年2月24日にMusic Ray'nから発売された。

## 概要
販売形態は初回限定盤（SMCL-189）と通常盤（SMCL-191）の2種リリースで、初回限定盤には三方背仕様で既存曲『naissance』など5曲のミュージッククリップ及び豪華撮り下ろし密着メイキング映像などが収録されたDVDと、豪華ブックレット及び4つ折りポスターが同梱されている。
なお、収録されたシングルのカップリング曲のうち本作に収録されていないのは、「naissance」の「パズル」（カップリング1曲目）、「motto☆派手にね!」の「シアワセサガシ」、「こいのうた」の「Re:Motion」の3曲である。

## 収録曲
1. 自己中男 [3:33]
  - 作詞・作曲・編曲：古川貴浩
2. motto☆派手にね! [4:39]
  - 作詞：辛矢凡、作曲・編曲：神前暁
  - テレビアニメ『かんなぎ』オープニングテーマ
3. Circle [4:17]
  - 作詞：emmy、作曲・編曲：田中隼人
4. 七色みちしるべ [4:30]
  - 作詞：古屋真、作曲：戸松遥、編曲：大西省吾
5. Girls, Be Ambitious. [3:55]
  - 作詞：磯谷佳江、作曲・編曲：日暮和広
  - テレビアニメ『ソ・ラ・ノ・ヲ・ト』エンディングテーマ
6. REWIND [4:04]
  - 作詞・作曲：川上直子、編曲：奥村益生
  - テレビドラマ『ここはグリーン・ウッド 〜青春男子寮日誌〜』第12話劇中歌
7. 記憶の景色 [4:18]
  - 作詞：古屋真、作曲：石松領平、編曲：大西省吾
8. 産巣日の時 [4:29]
  - 作詞：辛矢凡、作曲・編曲：神前暁
  - テレビアニメ『かんなぎ』エンディングテーマ
9. naissance [4:41]
  - 作詞：野口圭、作曲：田中隼人、編曲：馬場一嘉
  - テレビドラマ『ここはグリーン・ウッド 〜青春男子寮日誌〜』エンディングテーマ
10. Rainbow [4:31]
  - 作詞・作曲・編曲：大西省吾
11. Counter Attack [3:55]
  - 作詞：古屋真、作曲：若林充、編曲：高橋浩一郎
12. 未来時計 [4:17]
  - 作詞：古屋真、作曲：川端良征、編曲：馬場一嘉
13. Star☆Tripper [3:41]
  - 作詞：古屋真、作曲：KOUTAPAI、編曲：鈴木ヒロト
14. こいのうた [4:37]
  - 作詞・作曲：荒巻修久、編曲：齋藤真也
  - テレビアニメ『神曲奏界ポリフォニカ クリムゾンS』エンディングテーマ

DVD（初回限定盤のみ）
1. naissance（Music Clip）
2. motto☆派手にね!（Music Clip）
3. 産巣日の時（Music Clip）
4. こいのうた（Music Clip）
5. Girls, Be Ambitious.（Music Clip）
6. Road to Rainbow Road
7. ウラ☆naissance

## 演奏
- 馬場一嘉：Guitar & Bass (#3)
- maco：Chorus (#6)
- Wakana (Kalafina)：Chorus (#8)
- 長堀晶：Drums (#9)
- 舛岡圭司：Percussion (#9)
- 菊間まり：Chorus (#9)
- 上杉洋史：Piano (#9)

## 収録作品

### Blu-ray Disc / DVD
| 発売日         | BD/DVD タイトル                                                    | 備考                          |
| 自己中男       | 自己中男                                                           | 自己中男                      |
| -------------- | ------------------------------------------------------------------ | ----------------------------- |
| 2012年2月22日  | 戸松遥 first live tour 2011「オレンジ☆ロード」                     | 戸松遥1作目のライブ映像作品   |
| Circle         |                                                                    |                               |
| 2012年2月22日  | 戸松遥 first live tour 2011「オレンジ☆ロード」                     | 戸松遥1作目のライブ映像作品   |
| 七色みちしるべ |                                                                    |                               |
| 2012年2月22日  | 戸松遥 first live tour 2011「オレンジ☆ロード」                     | 戸松遥1作目のライブ映像作品   |
| 2013年10月30日 | 戸松遥 second live tour 「Sunny Side Stage!」                      | 戸松遥2作目のライブ映像作品   |
| Counter Attack |                                                                    |                               |
| 2012年2月22日  | 戸松遥 first live tour 2011「オレンジ☆ロード」                     | 戸松遥1作目のライブ映像作品   |
| 2012年3月14日  | スフィア ライブ 2011 「Athletic Harmonies-デンジャラスステージ- 」 | スフィア3作目のライブ映像作品 |
| 2013年10月30日 | 戸松遥 second live tour 「Sunny Side Stage!」                      | 戸松遥2作目のライブ映像作品   |
| Star☆Tripper   |                                                                    |                               |
| 2012年2月22日  | 戸松遥 first live tour 2011「オレンジ☆ロード」                     | 戸松遥1作目のライブ映像作品   |